# Заслуженный химик Российской Федерации
«Заслу́женный хи́мик Росси́йской Федера́ции» — почётное звание, входящее в систему государственных наград Российской Федерации.

## Основания для присвоения
Звание «Заслуженный химик Российской Федерации» присваивается высокопрофессиональным рабочим, мастерам, инженерно-техническим и научным работникам химической промышленности за личные заслуги:
- в выполнении с существенным опережением графика производственных заданий;
- в осуществлении рационализаторской и инновационной деятельности, способствующей значительному улучшению качества производимой продукции и её физико-химических свойств, а также высокоэффективному функционированию производства;
- в создании на территории Российской Федерации инновационных химических производств, обеспечивающих удовлетворение потребностей населения и организаций различных отраслей промышленности в высококачественной современной продукции и существенное замещение её импортных аналогов;
- в подготовке квалифицированных кадров для химической промышленности.

Почётное звание «Заслуженный химик Российской Федерации» присваивается, как правило, не ранее чем через 20 лет с начала осуществления профессиональной деятельности в организациях химической промышленности (гражданам, работающим непосредственно на установках и аппаратах химических производств или на технологическом оборудовании, — не ранее чем через 15 лет) и при наличии у представленного к награде лица отраслевых наград (поощрений) федеральных органов государственной власти или органов государственной власти субъектов Российской Федерации.

## Порядок присвоения
Почётные звания Российской Федерации присваиваются указами Президента Российской Федерации на основании представлений, внесённых ему по результатам рассмотрения ходатайства о награждении и предложения Комиссии при Президенте Российской Федерации по государственным наградам.

## История звания
Почётное звание «Заслуженный химик Российской Федерации» установлено Указом Президента Российской Федерации от 30 декабря 1995 года № 1341 «Об установлении почётных званий Российской Федерации, утверждении положений о почётных званиях и описания нагрудного знака к почётным званиям Российской Федерации». Тем же указом утверждено первоначальное Положение о почётном звании, в котором говорилось:
Почётное звание «Заслуженный химик Российской Федерации» присваивается:
- высокопрофессиональным рабочим и мастерам, добившимся высоких показателей в производстве продукции, улучшении её качества, повышении производительности труда и работающим непосредственно на установках и аппаратах химических производств или на технологическом оборудовании по нефтепереработке и нефтехимии не менее 10 лет;
- высокопрофессиональным рабочим, мастерам, инженерно-техническим и научным работникам за заслуги в выполнении производственных заданий, улучшении качества и снижении себестоимости продукции, совершенствовании техники и технологии, создании и освоении новых видов продукции, повышении производительности труда и эффективности производства, внесшим значительный вклад в научно-технический прогресс химического комплекса, нефтеперерабатывающей промышленности, подготовку кадров, работающим на предприятиях, в объединениях, научно-исследовательских, технологических и других организациях химического комплекса, нефтеперерабатывающей промышленности, на предприятиях, в организациях аналогичного профиля других отраслей промышленности 15 и более лет.

В настоящем виде Положение о почётном звании утверждено Указом Президента Российской Федерации от 7 сентября 2010 года № 1099 «О мерах по совершенствованию государственной наградной системы Российской Федерации».

## Нагрудный знак
Нагрудный знак имеет единую для почётных званий Российской Федерации форму и изготавливается из серебра высотой 40 мм и шириной 30 мм. Он имеет форму овального венка, образуемого лавровой и дубовой ветвями. Перекрещенные внизу концы ветвей перевязаны бантом. На верхней части венка располагается Государственный герб Российской Федерации. На лицевой стороне, в центральной части, на венок наложен картуш с надписью — наименованием почётного звания.
На оборотной стороне имеется булавка для прикрепления нагрудного знака к одежде. Нагрудный знак носится на правой стороне груди.

## Переходный период
В России до принятия Указа Президента Российской Федерации от 30 декабря 1995 года № 1341 действовали правовые акты об установлении почётных званий РСФСР. После изменения наименования государства с «Российская Советская Федеративная Социалистическая Республика» на «Российская Федерация» (см. Закон РСФСР от 25 декабря 1991 года № 2094-I) в названиях всех почётных званий наименование «РСФСР» было заменено словами «Российской Федерации», таким образом, с 1992 года до 30 марта 1996 года производилось присвоение однотипного почётного звания РСФСР, существовавшего с 1978 года, с тождественным современному наименованием.